# Свет из доба јуре: Уништено краљевство
Свет из доба јуре: Уништено краљевство (енгл. Jurassic World: Fallen Kingdom) је амерички научнофантастични авантуристички филм из 2018. године, редитеља Хуана Антонија Бајоне, наставак филма Свет из доба јуре из 2015. године, као и пети филм у серијалу Парк из доба јуре. Сценарио потписују Колин Треворов и Дерек Коноли, док су продуценти филма Френк Маршал, Патрик Кроули и Белен Атиенза. Стивен Спилберг, режисер оригиналног филма Парк из доба јуре, био је извршни продуцент овог филма.
Радња је смештена на фикционално централноамеричко острво Нублар, које се налази на костариканској обали Пацифика и прати Овена Грејдија и Клер Диринг, док они спашавају преостале диносаурусе пре него што вулканска ерупција уништи острво. Главне улоге тумаче Крис Прат и Брајс Далас Хауард, док су у осталим улогама Рејф Спал, Џастис Смит, Данијела Пинеда, Џејмс Кромвел, Тоби Џоунс, Тед Левин, Бредли Вонг, Изабела Сермон, Џералдина Чаплин и Џеф Голдблум. 
Филм је сниман од фебруара до јула 2017. у Уједињеном Краљевству и на Хавајима, а продукцију и дистрибуцију је радио Јуниверсал пикчерс. Филм је премијерно приказан 21. маја 2018. у Мадриду, док је у америчким биоскопима реализован 22. јуна исте године. Зарадио је преко 1,3 милијарди долара широм света, чиме је постао трећи филм из овог серијала који је зарадио преко милијарду долара, као и трећи најуспешнији филм из 2018. године. Добио је помешане критике од стране критичара, који су похвалили Пратову и Хауардину глуму, режију, визуелне ефекте и мрачнији тон, али су критиковали сценарио и наратив. Наставак, Свет из доба јуре: Надмоћ, премијерно је приказан 2022. године.

## Радња
Убрзо након затварања Света из доба јуре 2015. године, мали тим плаћеника стиже на напуштено острво Нублар да прикупи ДНК са остатака индоминус рекса који леже на дну лагуне парка. Након што су сакупили узорак костију, чланови тима беже са острва након напада мосасауруса и тираносауруса рекса, али су првог случајно пустили у океан.
Три године касније, на саслушању у Сенату САД у Вашингтону, расправља се о томе да ли диносаурусе Исла Нублара треба спасити од предстојеће вулканске ерупције. Математичар др Ијан Малколм сведочи да би диносауруси требало да нестану природним путем како би се исправило неправедно клонирање које је извршио Џон Хамонд. У међувремену, бивша менаџерка операција Света из доба јуре, Клер Диринг, основала је Групу за заштиту диносауруса како би спасила ове животиње. Након што је Сенат пресудио против спасавања диносауруса, Хамондов бивши партнер, сер Бенџамин Локвуд, позива Клер на своје имање у северној Калифорнији. Локвуд и његов помоћник Ели Милс, откривају план за пребацивање диносауруса у ново острвско уточиште. Клер је потребна да поново активира систем за праћење диносауруса у парку како би их лоцирала, нарочито Плаву, последњег преживелог велоцираптора. Клер регрутује Овена Грејдија, бившег тренера велоцираптора у Свету из доба јуре, да јој помогне да је ухвати.
На Острву Нублар, Клер и бивши техничар у парку, Френклин Веб, поново активирају систем за праћење на мрежи. Овен, палео-ветеринарка Зија Родригез и тим плаћеника предвођен Кеном Витлијем, прате и проналазе Плаву. Сусрет ескалира, што доводи до тога да је Плава упуцана, а Витли ошамућује Овена. Витли тада напушта Овена, Клер и Френклина на острву док је на силу узео Зију за таоца како би излечила Плаву. Најамнички брод, натоварен заробљеним диносаурусима, полази за копно САД док су преостали диносауруси остављени да умру у ерупцији. Клер, Френклин и Овен се ушуњају на брод и помажу Зији да трансфузује Плавој крв тираносауруса .
Уместо да буду премештени на ново острво, ухваћени диносауруси се транспортују на Локвудово имање, где Локвудова унука Мејзи чује Милса и аукционара, господина Еверсола, који тајно планирају да продају ухваћене диносаурусе на црном тржишту. Они ће такође представити индораптора, борбеног, трансгеног диносауруса којег је створио генетичар др Хенри Ву користећи ДНК индоминус рекса и велоцираптора. Вуу је потребан ДНК Плаве да би направио побољшаног индораптора који је послушан наредбама, несвестан да Плавина крв више није чиста. Након што Мејзи обавести Локвуда о аукцији, он се суочава са Милсом, који га гуши јастуком. Касније се открива да је Мејзи клон Локвудове преминуле ћерке и да је то разлог зашто је Џон Хамонд, који се противио клонирању људи, прекинуо њихову сарадњу.
Диносауруси продати на аукцији се одмах отпремају. Френклин избегава хватање и ослобађа Зију, али Овен и Клер су ухваћени. Овен подстиче стигимолоха да сруши зид у ћелији. Њих двоје сусрећу Мејзи и сазнају да се индораптор продаје упркос Вуовим протестима да је то прототип. Овен омета поступак намамивши стигимолоха у собу. У хаосу који је уследио, Витли умирује индораптора да би извадио његов зуб као трофеј, али хибрид, који је само глумио несвест, убија Витлија, Еверсола и друге док бежи. Индораптор затим лови Овена, Клер и Мејзи по целој вили све док Зија не ослободи Плаву, који се бори против индораптора. На врху високог стакленог крова, оба диносауруса пропадају кроз њега, убијајући индораптора и остављајући Плаву неповређену.
Када цурење гаса цијановодоника запрети диносаурусима у кавезима, Мејзи их ослобађа, игноришући Овенове примедбе. Док Милс покушава да побегне са костима индоминус рекса, тираносаурус рекс га прождире и гази кости. Овен, Клер, Мејзи, Зија и Френклин беже, док Плава и други ослобођени диносауруси одлазе са имања.
На новом саслушању у Сенату САД, др Малколм проглашава почетак нео-јурског доба, где људи и диносауруси морају да коегзистирају. Завршне сцене приказују ослобођене диносаурусе како лутају дивљином и спољним урбаним подручјима.

## Улоге
| Глумац             | Улога           |
| ------------------ | --------------- |
| Крис Прат          | Овен Грејди     |
| Брајс Далас Хауард | Клер Диринг     |
| Рејф Спал          | Ели Милс        |
| Џастис Смит        | Френклин Веб    |
| Данијела Пинеда    | Зија Родригез   |
| Џејмс Кромвел      | Бенџамин Локвуд |
| Тоби Џоунс         | Ганар Еверсол   |
| Тед Левин          | Кен Витли       |
| Бредли Вонг        | др Хенри Ву     |
| Изабела Сермон     | Мејзи Локвуд    |
| Џералдина Чаплин   | Ирис            |
| Џеф Голдблум       | др Ијан Малком  |
| Питер Џејсон       | сенатор Шервуд  |